# 2タッチ入力
2タッチ入力（ツータッチにゅうりょく）とは、携帯電話端末における文字入力方法の一種である。「2キー入力」や「ポケベル入力」、「ポケベル打ち」、さらに略して「ベル打ち」などの別名・俗称もある。
多くの文字を、携帯電話端末の通常のかな入力方法であるトグル入力に比べ、少ないキー操作で入力できる特徴がある。

## 概要
かな・アルファベットを表示可能なポケットベル（ポケベル）や携帯電話端末へ電話機からメッセージを送る際、かな・アルファベット1文字を送信するため、2つの数字の組み合わせで打ち込む方式が日本で多く採用されていた。この文字入力方法をそのまま携帯電話端末で行えるようにしたのが、「2タッチ入力」方式である。
トグル入力では、1文字を入力するのに1〜5回のキー操作が必要であるのに比べ、2タッチ入力では、必ず2回のキー操作で入力できることが特徴である。
ポケベルにてかな・アルファベットの入力を多用していた人にとっては、文字と数字との対応パターンをあらかじめ記憶しているため、一定のキー操作で入力できるメリットが高いとされてきた。
2011年現在では、ATOK・iWnn・POBox Proなど、日本国内で発売されている携帯電話端末に採用されている文字入力システムのほとんどで、2タッチ入力が使用できるようになっている。QWERTYキーボードを搭載した機種の増加や、シングルタップ・フリック入力などの他の効率的な入力方法の導入もされているが、2タッチ入力はテンキー搭載機にも対応していて、汎用的な入力方法である点がメリットの1つである。
また、2019年現在、スマートフォン向けアプリにおいては、Android向けアプリである楽打ち、nicoWnnG IMEなども2タッチ入力に対応しており、楽打ちとnicoWnnGはともにテンキー付きのスマートフォンにおいても使用可能である。
パナソニックの一部機種では、一部2タッチ入力の入力方法を変更した、ニコタッチ方式も採用されている。

## 操作方法
最初に子音（あかさたなはまやらわ）に対応する数字キーを押し、次に母音（あいうえおの段）に対応する「12345」のキーを押して入力する。
例えば「お」と入力する際、トグル入力では「1、1、1、1、1」と押して「あ、い、う、え、お」と辿る必要があるが、2タッチ入力の場合「"あ"行(1)の5番目」という意味の「1、5」と入力する。「けいたい」と入力する場合は、トグル入力では「2222（け）、11（い）、4（た）、11（い）」と9回押すが、2タッチ入力では「24（け）、12（い）、41（た）、12（い）」と8回押しで済む。
2タッチ入力の1番目の入力キーはトグル入力で使うキーと同じということ、2番目の入力キーは、トグル入力でキーを押す回数ということに着目すると、キーの押し方を覚える手助けになる。例えばトグル入力で「2」を「4」回押す場合（この場合は「け」）は、2タッチ入力では「2、4」と押す。同様にトグル入力で「4」を「1」回押す場合（この場合は「た」）は、2タッチ入力では「4、1」と押す。
さらにひらがな1文字に対して必ず2キーなので、前の文字と同じ子音の入力できる。例えば「あい」と「かい」を入力する場合、トグル入力では「1（あ）、→（矢印キー）、11（い）」「2（か）、11（い）」の様に、同じ行の文字が続くときだけは矢印キーでカーソルを移動する必要があるが、2タッチ入力では「11（あ）、12（い）」「21（か）、11（い）」の様にカーソルを移動する必要がなく入力できる。
このため、多くの単語を少ない入力数で入力できる上、実際の入力数以上にリズムよく高速に入力することが可能になる。ただし、文字と数字との対応パターンを記憶しておく必要があるなど、一定の慣れも必要である。
ヤ行・ワ行において、2桁目の母音「あいうえお」とキー「12345」との相関関係が崩れている機種もあるため、注意が必要である（「文字の割り当て」節も参照）。

## ニコタッチ方式
ニコタッチ方式（ニコタッチほうしき）とは、パナソニック モバイルコミュニケーションズ（旧：松下通信工業）製の携帯電話端末に搭載されている文字入力方法の1種である。略称は「ニコタッチ」。
2タッチ入力を基礎としているが、文字の割り当てなどが異なっている。携帯電話での使用を前提とし、かな・アルファベット・数字・記号類の採択および配置に工夫が施されていることにより、習得や入力操作が容易になっている。また、頻出する捨て仮名や句読点、さらにメールアドレスの表記等で一般的な記号類を基本の変換表に含めることで、入力モードを切り替えることなく、異なる文字種の入り混じった文章の入力が可能である。
2003年1月に発売された、NTTドコモ2002年冬モデルのデジタル・ムーバ P251iS において初採用された。これ以降、P902iより前に発売されたFOMA端末やオペレータパック搭載端末、au端末およびInfineonプラットフォームのソフトバンクモバイル端末やスマートフォンを除くパナソニック製の端末の多くに搭載されている。
パナソニックの携帯電話端末では、トグル入力方式・2タッチ入力方式・ニコタッチ方式の3種の文字入力方式が搭載されていることが多い。この場合、それぞれをモード1・モード2・モード3と呼ぶ場合がある。
最初に子音（あかさたなはまやらわ）に対応する数字キーを押し、次に母音（あいうえおの段）に対応する「12345」のキーを押して入力するのは2タッチ入力と同様だが、捨て仮名の「ゃゅょ」（拗音）や「っ」（促音）を含む場合も2回のキー操作で行う。例えば「ちゃくしん」と入力する場合、「42（ち）、84（ゃ）、23（く）、32（し）、03（ん）」と押す。これにより、2タッチ入力よりもさらにキー操作回数が減少する。
捨て仮名および濁音・半濁音は、清音入力後に続けて特定のキーを押すことで入力する。機種によって、大小の変換キーと清濁の変換キーが異なる場合と、同一の場合がある。
大小と清濁が異なるキーに割り当てられている場合、捨て仮名は、清音入力後に続けて「発信」キーを押すことで入力する。「発信」キーを1回押すごとに「清音→捨て仮名→清音...」の順に変換される。濁音・半濁音は、清音入力後に続けて「*」を押すことで入力する。「*」を1回押すごとに「清音→濁音→半濁音→清音...」の順に変換される。
大小と清濁が同一のキーに割り当てられている場合、捨て仮名・濁音・半濁音は、清音入力後に続けて「*」を押すことで入力する。「*」を1回押すごとに「清音→捨て仮名→濁音→半濁音→清音...」の順に変換される。
アルファベットや数字を入力する場合は、最初にトグル入力の割り当てと同じキーを押し、次にアルファベットは「6789」のいずれかを、数字は「0」を押して入力する。アルファベットは、1個のキーに3文字が割り当てられている場合は「789」に、4文字が割り当てられている場合は「6789」に、トグル入力と同じ順に割り当てられている。
2タッチ入力では、アルファベットは1桁目「123456」・2桁目「67890」、数字は1桁目「90」・2桁目「67890」の範囲内に押し込まれているため、その配置が記憶しづらく、初心者からは敬遠されがちである。ニコタッチ方式では、1桁目をトグル入力と同一キーに割り当てることで、キーに表示されている文字を見ながら打て、初心者にとっても習得しやすくなっている。
漢字ひらがな入力（全角大文字）モードの場合、2タッチ入力では大文字の「ABCD…」が入力されるが、ニコタッチ方式では小文字の「abcd…」が入力される。なお、文字入力後の大文字と小文字との変換は、ひらがな入力の大小の変換キーと同一である。
この入力方式の問題点としては以下のようなものがある。
- パナソニック独自の入力方式であるため、いったんこの方式で慣れてしまうと、他社製の携帯電話への機種変更がしづらい。また、パナソニックのすべての携帯電話端末に搭載されているわけではないため、この入力方式を重視するのであれば、事前の確認も必要となる。
- すでに2タッチ入力で慣れているユーザにとっては、ヤ行やアルファベットなどの配置が異なっているため、かえって混乱してしまう恐れがある。
- 全角と半角との切り替えは、ソフトキーによる入力モードの切り替えではできず、機能メニューから選択するしかない。しかし、キー操作としては2回の打鍵で可能なので、慣れてしまえばそれほどの障害ではなくなる。

## 文字の割り当て
基本的な文字の割り当ては概ね以下の表のとおりである。ただし、機種（メーカー）によっては多少異なっている場合もあるため、詳細は各機種の取扱説明書を参照のこと。
|         |   | 2 桁 目 |    |    |    |    |    |    |    |    |    |
| 1       | 2 | 3       | 4  | 5  | 6  | 7  | 8  | 9  | 0  |    |    |
| 1 桁 目 | 1 | あ      | い | う | え | お | Ａ | Ｂ | Ｃ | Ｄ | Ｅ |
| 1 桁 目 | 2 | か      | き | く | け | こ | Ｆ | Ｇ | Ｈ | Ｉ | Ｊ |
| 1 桁 目 | 3 | さ      | し | す | せ | そ | Ｋ | Ｌ | Ｍ | Ｎ | Ｏ |
| 1 桁 目 | 4 | た      | ち | つ | て | と | Ｐ | Ｑ | Ｒ | Ｓ | Ｔ |
| 1 桁 目 | 5 | な      | に | ぬ | ね | の | Ｕ | Ｖ | Ｗ | Ｘ | Ｙ |
| 1 桁 目 | 6 | は      | ひ | ふ | へ | ほ | Ｚ | ？ | ！ | － | ／ |
| 1 桁 目 | 7 | ま      | み | む | め | も | ￥ | ＆ | 機 | 機 | 機 |
| 1 桁 目 | 8 | や      | （ | ゆ | ） | よ | ＊ | ＃ |    | 機 | 機 |
| 1 桁 目 | 9 | ら      | り | る | れ | ろ | １ | ２ | ３ | ４ | ５ |
| 1 桁 目 | 0 | わ      | を | ん | ゛ | ゜ | ６ | ７ | ８ | ９ | ０ |

|         |   | 2 桁 目 |    |    |    |    |    |    |    |    |    |
| 1       | 2 | 3       | 4  | 5  | 6  | 7  | 8  | 9  | 0  |    |    |
| 1 桁 目 | 1 | あ      | い | う | え | お | ． | ‐  | ＠ | ＿ | １ |
| 1 桁 目 | 2 | か      | き | く | け | こ |    | ａ | ｂ | ｃ | ２ |
| 1 桁 目 | 3 | さ      | し | す | せ | そ |    | ｄ | ｅ | ｆ | ３ |
| 1 桁 目 | 4 | た      | ち | つ | て | と | っ | ｇ | ｈ | ｉ | ４ |
| 1 桁 目 | 5 | な      | に | ぬ | ね | の |    | ｊ | ｋ | ｌ | ５ |
| 1 桁 目 | 6 | は      | ひ | ふ | へ | ほ |    | ｍ | ｎ | ｏ | ６ |
| 1 桁 目 | 7 | ま      | み | む | め | も | ｐ | ｑ | ｒ | ｓ | ７ |
| 1 桁 目 | 8 | や      | ゆ | よ | ゃ | ゅ | ょ | ｔ | ｕ | ｖ | ８ |
| 1 桁 目 | 9 | ら      | り | る | れ | ろ | ｗ | ｘ | ｙ | ｚ | ９ |
| 1 桁 目 | 0 | わ      | を | ん | 、 | 。 | ー | ・ | ！ | ？ | ０ |

|         |   | 2 桁 目 |    |    |    |    |    |    |    |    |  |
| 1       | 2 | 3       | 4  | 5  | 6  | 7  | 8  | 9  | 0  |    |  |
| 1 桁 目 | 1 | ぁ      | ぃ | ぅ | ぇ | ぉ |    |    |    |    |  |
| 1 桁 目 | 2 | ヵ      |    |    | ヶ |    |    | Ａ | Ｂ | Ｃ |  |
| 1 桁 目 | 3 |         |    |    |    |    |    | Ｄ | Ｅ | Ｆ |  |
| 1 桁 目 | 4 |         |    | っ |    |    | つ | Ｇ | Ｈ | Ｉ |  |
| 1 桁 目 | 5 |         |    |    |    |    |    | Ｊ | Ｋ | Ｌ |  |
| 1 桁 目 | 6 |         |    |    |    |    |    | Ｍ | Ｎ | Ｏ |  |
| 1 桁 目 | 7 |         |    |    |    |    | Ｐ | Ｑ | Ｒ | Ｓ |  |
| 1 桁 目 | 8 | ゃ      | ゅ | ょ | や | ゆ | よ | Ｔ | Ｕ | Ｖ |  |
| 1 桁 目 | 9 |         |    |    |    |    | Ｗ | Ｘ | Ｙ | Ｚ |  |
| 1 桁 目 | 0 | ゎ      |    |    |    |    |    |    |    |    |  |

|         |   | 2 桁 目 |   |   |   |   |   |   |   |   |   |
| 1       | 2 | 3       | 4 | 5 | 6 | 7 | 8 | 9 | 0 |   |   |
| 1 桁 目 | 1 | ｱ       | ｲ | ｳ | ｴ | ｵ | . | - | @ | _ | 1 |
| 1 桁 目 | 2 | ｶ       | ｷ | ｸ | ｹ | ｺ |   | a | b | c | 2 |
| 1 桁 目 | 3 | ｻ       | ｼ | ｽ | ｾ | ｿ |   | d | e | f | 3 |
| 1 桁 目 | 4 | ﾀ       | ﾁ | ﾂ | ﾃ | ﾄ | ｯ | g | h | i | 4 |
| 1 桁 目 | 5 | ﾅ       | ﾆ | ﾇ | ﾈ | ﾉ |   | j | k | l | 5 |
| 1 桁 目 | 6 | ﾊ       | ﾋ | ﾌ | ﾍ | ﾎ |   | m | n | o | 6 |
| 1 桁 目 | 7 | ﾏ       | ﾐ | ﾑ | ﾒ | ﾓ | p | q | r | s | 7 |
| 1 桁 目 | 8 | ﾔ       | ﾕ | ﾖ | ｬ | ｭ | ｮ | t | u | v | 8 |
| 1 桁 目 | 9 | ﾗ       | ﾘ | ﾙ | ﾚ | ﾛ | w | x | y | z | 9 |
| 1 桁 目 | 0 | ﾜ       | ｦ | ﾝ | ､ | ｡ | ｰ | ･ | ! | ? | 0 |

|         |   | 2 桁 目 |   |   |   |   |   |   |   |   |  |
| 1       | 2 | 3       | 4 | 5 | 6 | 7 | 8 | 9 | 0 |   |  |
| 1 桁 目 | 1 | ｧ       | ｨ | ｩ | ｪ | ｫ |   |   |   |   |  |
| 1 桁 目 | 2 |         |   |   |   |   |   | A | B | C |  |
| 1 桁 目 | 3 |         |   |   |   |   |   | D | E | F |  |
| 1 桁 目 | 4 |         |   | ｯ |   |   | ﾂ | G | H | I |  |
| 1 桁 目 | 5 |         |   |   |   |   |   | J | K | L |  |
| 1 桁 目 | 6 |         |   |   |   |   |   | M | N | O |  |
| 1 桁 目 | 7 |         |   |   |   |   | P | Q | R | S |  |
| 1 桁 目 | 8 | ｬ       | ｭ | ｮ | ﾔ | ﾕ | ﾖ | T | U | V |  |
| 1 桁 目 | 9 |         |   |   |   |   | W | X | Y | Z |  |
| 1 桁 目 | 0 |         |   |   |   |   |   |   |   |   |  |

表中、表記がない箇所は全角ないし半角の空白文字、「機」はそれぞれ機種（メーカー）により異なることを示す。